# Diocèse de Saint-Brieuc et Tréguier
 (novembre 2023).
Si vous disposez d'ouvrages ou d'articles de référence ou si vous connaissez des sites web de qualité traitant du thème abordé ici, merci de compléter l'article en donnant les références utiles à sa vérifiabilité et en les liant à la section « Notes et références ».
Le diocèse de Saint-Brieuc et Tréguier est une circonscription territoriale de l'Église catholique en France dans le département des Côtes-d'Armor. Il fait partie de la province ecclésiastique de Rennes. Créé en 1802 à la suite du concordat, il rassemble les deux cathédrales correspondant aux précédents évêchés de Saint-Brieuc et du Trégor.
L'évêque actuel de Saint-Brieuc est Denis Moutel (depuis le 20 août 2010).

## Histoire

### Évêché traditionnel de Saint-Brieuc

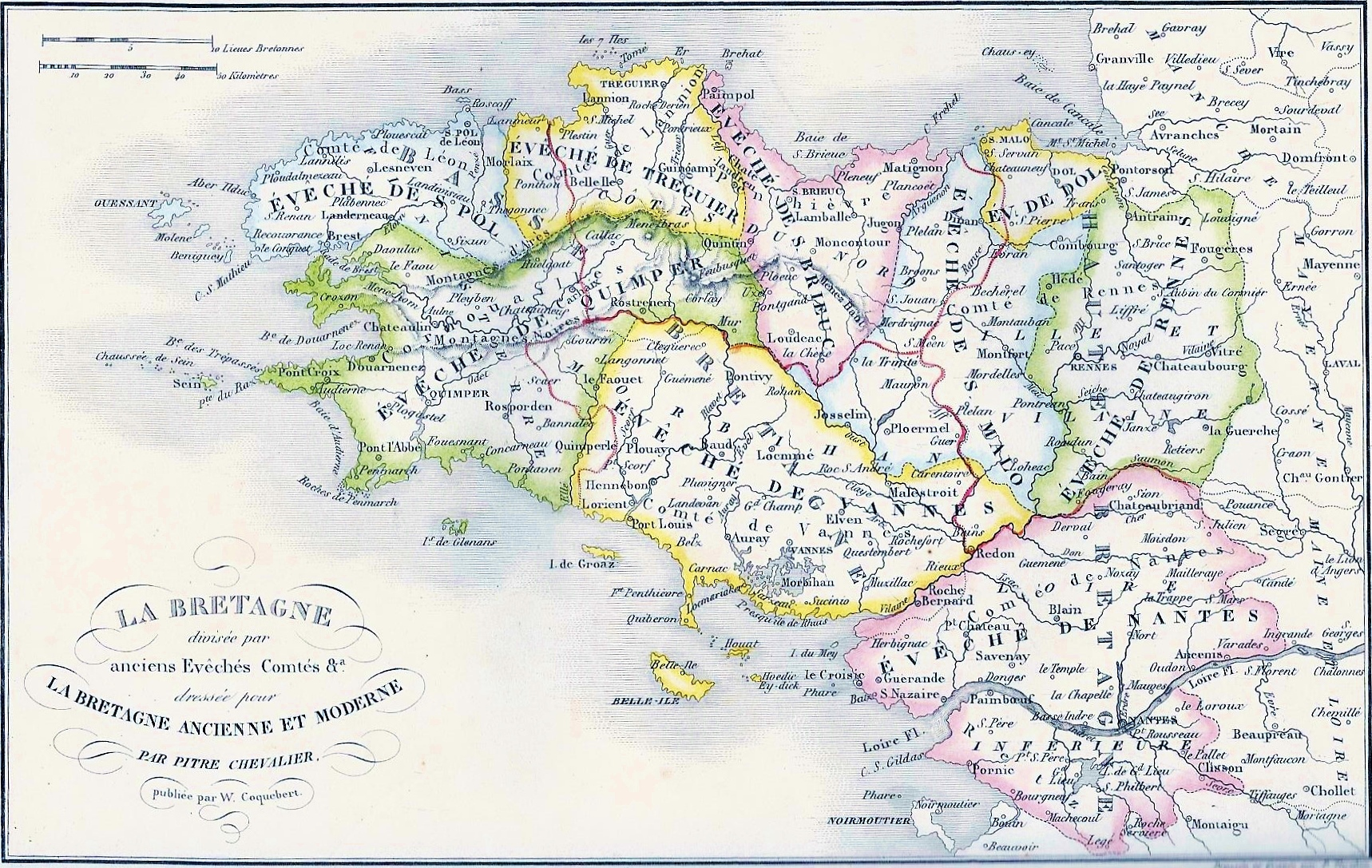
Carte des évêchés bretons d'Ancien Régime (par Pitre-Chevalier dans "La Bretagne ancienne et moderne", 1844).

Selon la légende, le diocèse de Saint-Brieuc aurait été érigé au Ve siècle par saint Brieuc, l’un des Sept saints fondateurs de la Bretagne, et son saint patron.
Selon une notice insérée dans la Chronique de Nantes, l'évêché de Saint-Brieuc a été fondé par Nominoë, en 848, quand, souhaitant se faire couronner roi, il chasse les évêques de quatre évêchés de Bretagne qui s'y opposent en les accusant de simonie, nomme quatre nouveaux évêques pour les remplacer et crée trois évêchés à partir des monastères fondés par saint Tugdual, saint Brieuc et le monastère de Dol fondé par saint Samson. Il décide de faire de l'évêché de Dol un archevêché pour la nouvelle province de Bretagne qu'il a décidé de détacher de celle de Tours malgré l'opposition des papes.
Il semble toutefois plus vraisemblable que l’évêché de Saint-Brieuc et l’évêché de Tréguier aient été fondés à la fin du Xe siècle ou au début du XIe siècle à partir du démembrement de l'évêché d'Alet.
Il constitue jusqu’à la Révolution française, l’un des neuf évêchés de la Bretagne historique, dont le territoire était principalement constitué par le Pays de Saint-Brieuc.
Il comportait deux archidiaconés : celui du Goëlo (à l'Ouest) et celui du Penthièvre (à l'Est), séparés par les cours d'eau du Gouët et du Lié.

### Diocèse de Saint-Brieuc et Tréguier
Le nouveau diocèse de Saint-Brieuc fut érigé canoniquement le 10 avril 1802 par décret du cardinal Caprara, à la suite du concordat qui faisait coïncider les limites diocésaines avec celles de départements récemment créés. L'ensemble des paroisses de l'ancien évêché de Saint-Brieuc y seront intégrées, à l'exception de Bréhan qui rejoindra le Morbihan et donc le diocèse de Vannes.
On y rattache en revanche :
- la majeure partie du diocèse de Tréguier (à l'exception des paroisses occidentales qui rejoignent le Finistère),
- une trentaine de paroisses de l’ancien diocèse de Cornouaille,
- quelques paroisses de l’ancien diocèse de Vannes,
- une partie de l’ancien diocèse de Saint-Malo,
- de nombreuses paroisses de l'ancien évêché de Dol, dont un grand nombre d’enclaves de cet évêchés tout au long de la côte (dans les doyennés de Bobital, Coëtmieux, Lanvollon, Lannion et Lanmeur)[3].

Ainsi, le nouveau diocèse correspondait aux limites du département des Côtes-d’Armor. Son organisation fut plusieurs fois remaniées. En 1906, Jules Morelle adopta pour limite des archidiaconés la limite traditionnelle des langues (breton à l'ouest, gallo à l'est). Cette organisation subsista jusqu’en 1958.
Un décret de la Congrégation consistoriale, en date du 23 janvier 1852, avait autorisé les évêques de Saint-Brieuc à joindre à ce titre celui de l’évêché de Tréguier.

### Le diocèse aujourd'hui
Le diocèse actuel de Saint-Brieuc et Tréguier compte 61 paroisses pour 555 208 habitants.

## Liste des évêques

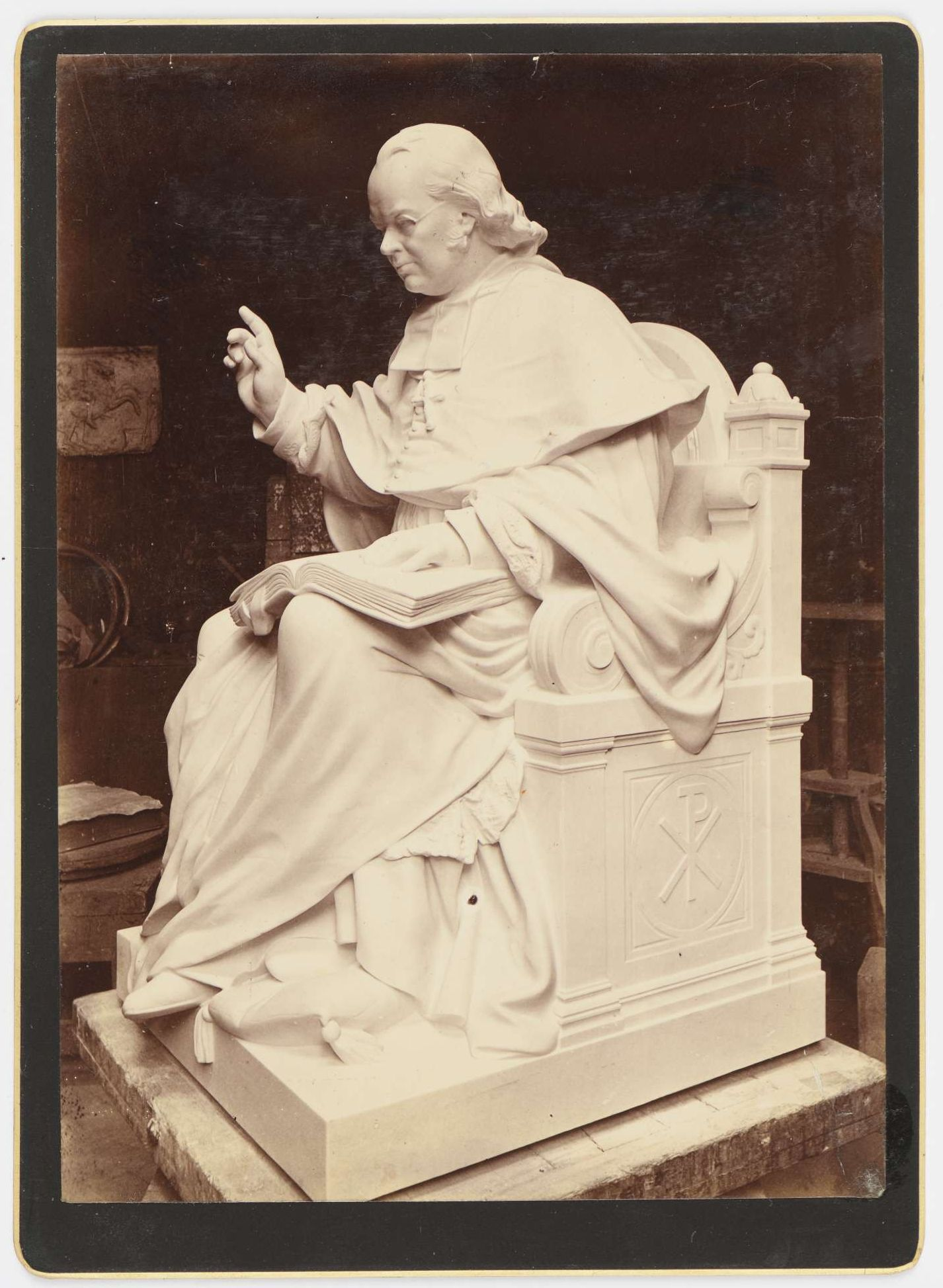
Statue d'Augustin David par Henri Chapu, cathédrale de Saint-Brieuc.

| Nom                                  | Début             | Fin              |
| ------------------------------------ | ----------------- | ---------------- |
| Jean-Baptiste de Caffarelli du Falga | 9 avril 1802      | 11 janvier 1815  |
| Mathias Le Groing de La Romagère     | 11 octobre 1817   | 19 février 1841  |
| Jacques-Jean-Pierre Le Mée           | 22 mars 1841      | 31 juillet 1858  |
| Guillaume-Elisée Martial             | 3 août 1858       | 26 décembre 1861 |
| Augustin David                       | 14 janvier 1862   | 27 juillet 1882  |
| Eugène-Ange-Marie Bouché             | 20 septembre 1882 | 4 juin 1888      |
| Pierre-Marie-Frédéric Fallières      | 28 août 1889      | 11 mai 1906      |
| Jules-Laurent-Benjamin Morelle       | 13 juillet 1906   | 9 janvier 1923   |
| François-Jean-Marie Serrand          | 4 juin 1923       | 20 mars 1949     |
| Armand Coupel                        | 20 mars 1949      | 19 janvier 1961  |
| François Kervéadou                   | 19 janvier 1961   | 2 octobre 1976   |
| Pierre Kervennic                     | 2 octobre 1976    | 21 décembre 1991 |
| Lucien Fruchaud                      | 17 juillet 1992   | 20 août 2010     |
| Denis Moutel                         | 20 août 2010      |                  |

## Basiliques mineures
Le diocèse compte, en plus des innombrables églises et chapelles remarquables, cinq basiliques mineures : 
- La cathédrale Saint-Tugdual de Tréguier,
- La basilique Notre-Dame-de-Bon-Secours de Guingamp,
- La basilique Notre-Dame d'Espérance de Saint-Brieuc,
- La basilique Notre-Dame de Délivrance de Quintin,
- La basilique Saint-Sauveur de Dinan.

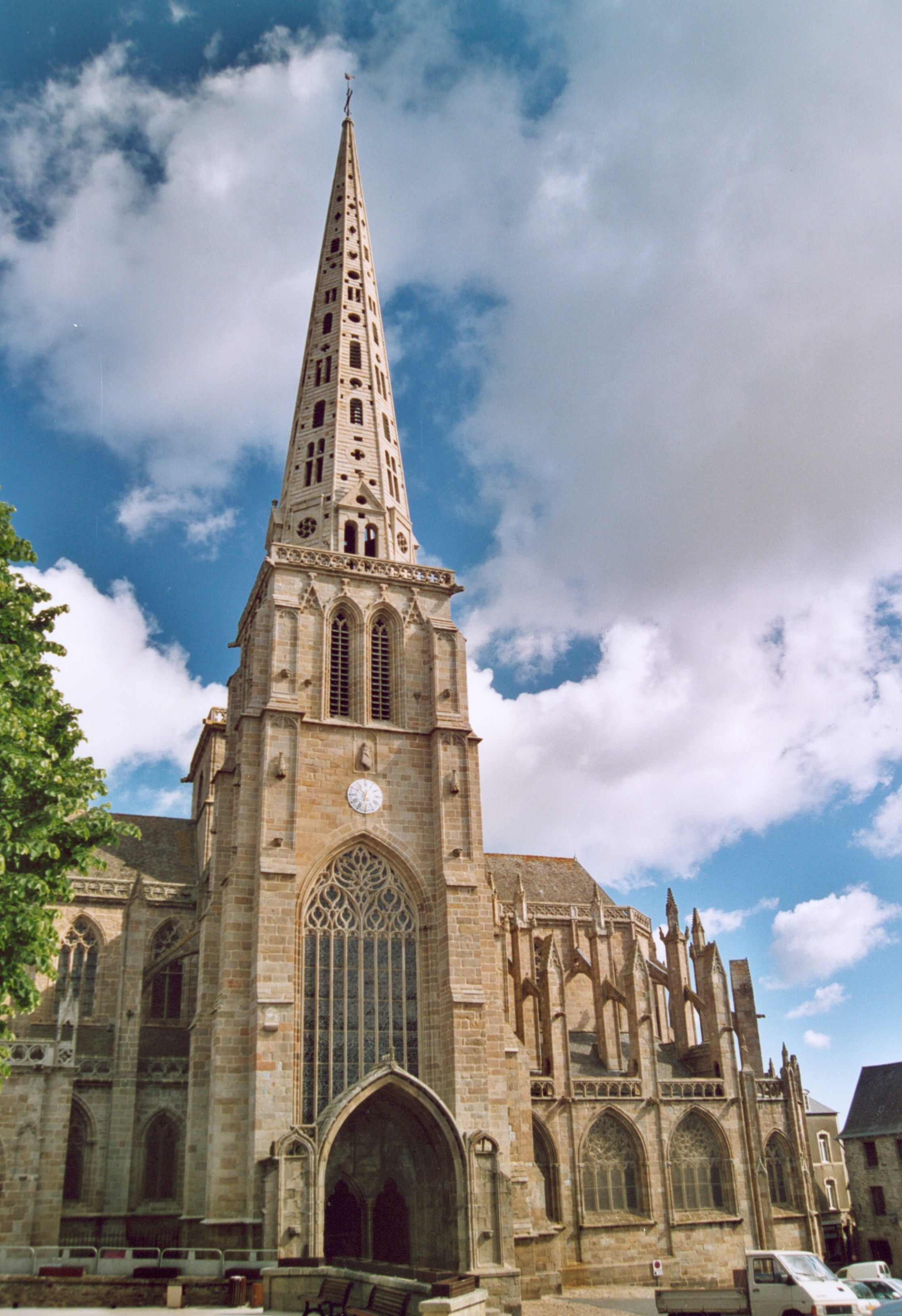
Cathédrale de Tréguier.
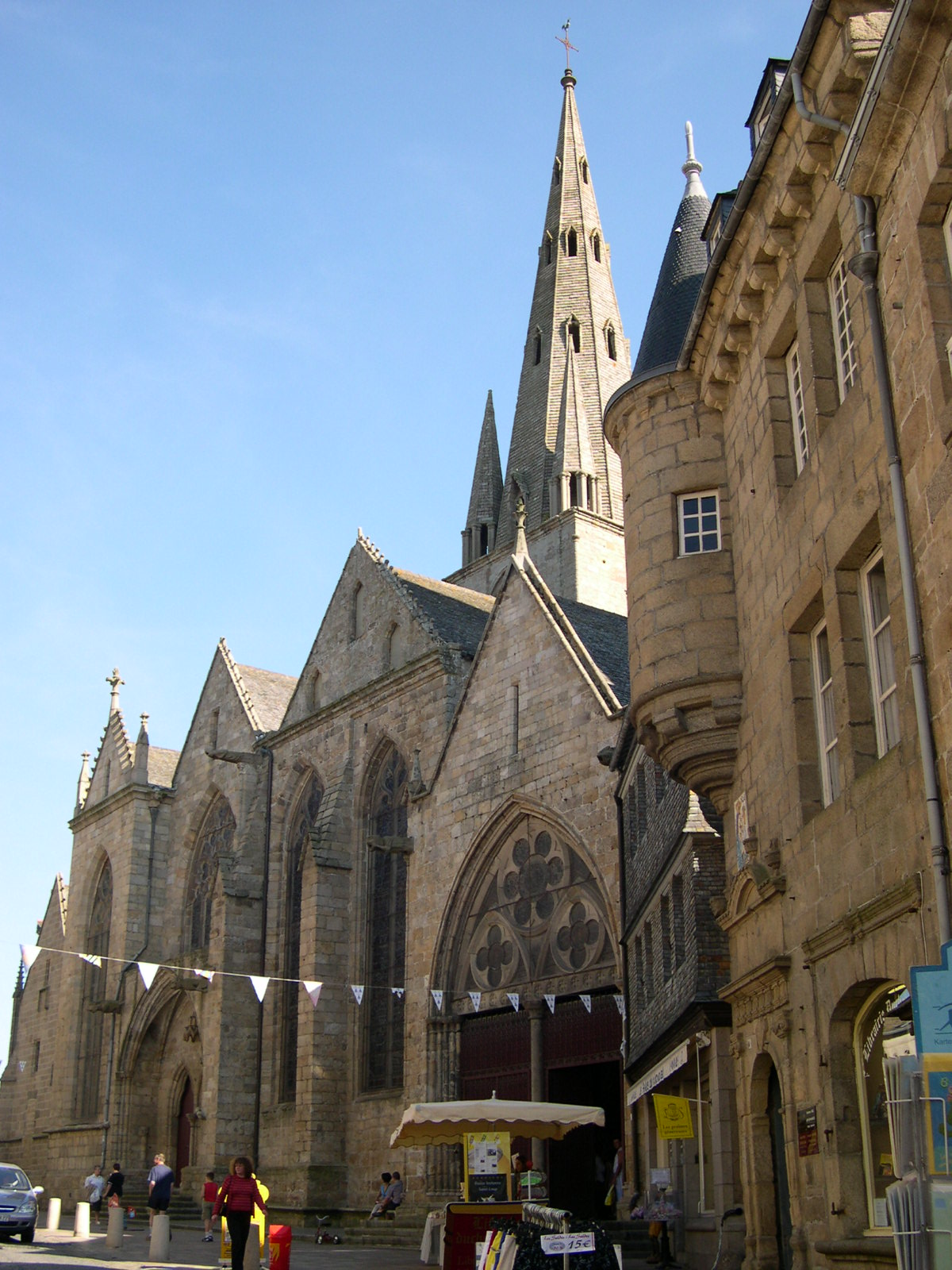
Basilique Notre-Dame de Bon-Secours de Guingamp.
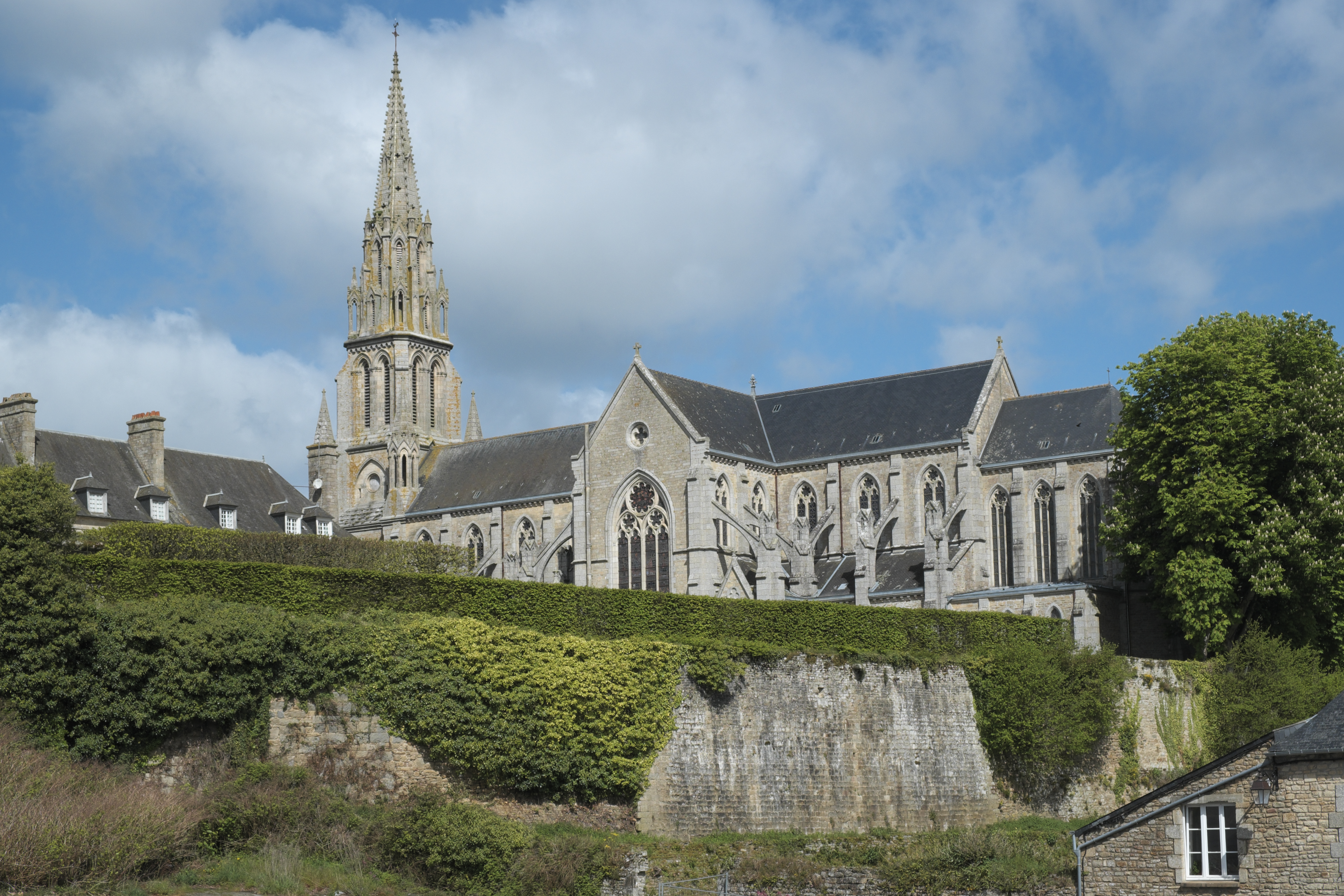
Basilique Notre-Dame de Délivrance de Quintin.